# Tenakourou
Le  Tenakourou est le point culminant du Burkina Faso, à 747 mètres d'altitude. Il se situe près de la frontière avec le Mali. Comme son altitude était proche de celle d'un sommet voisin situé au Mali, un amas de pierres a été monté pour faire une plus grande différence.

## Géologie

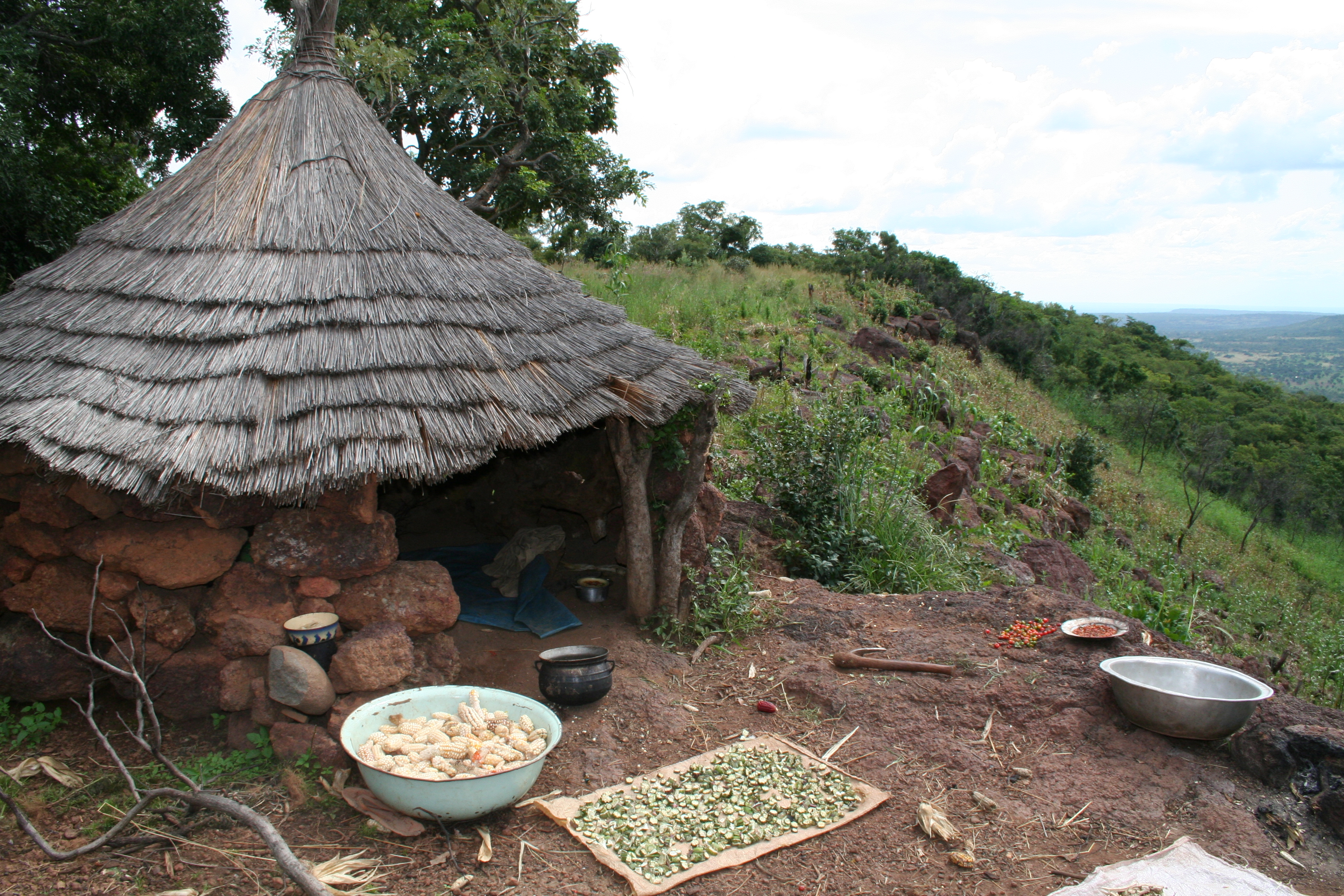
Hutte à proximité du Tenakourou
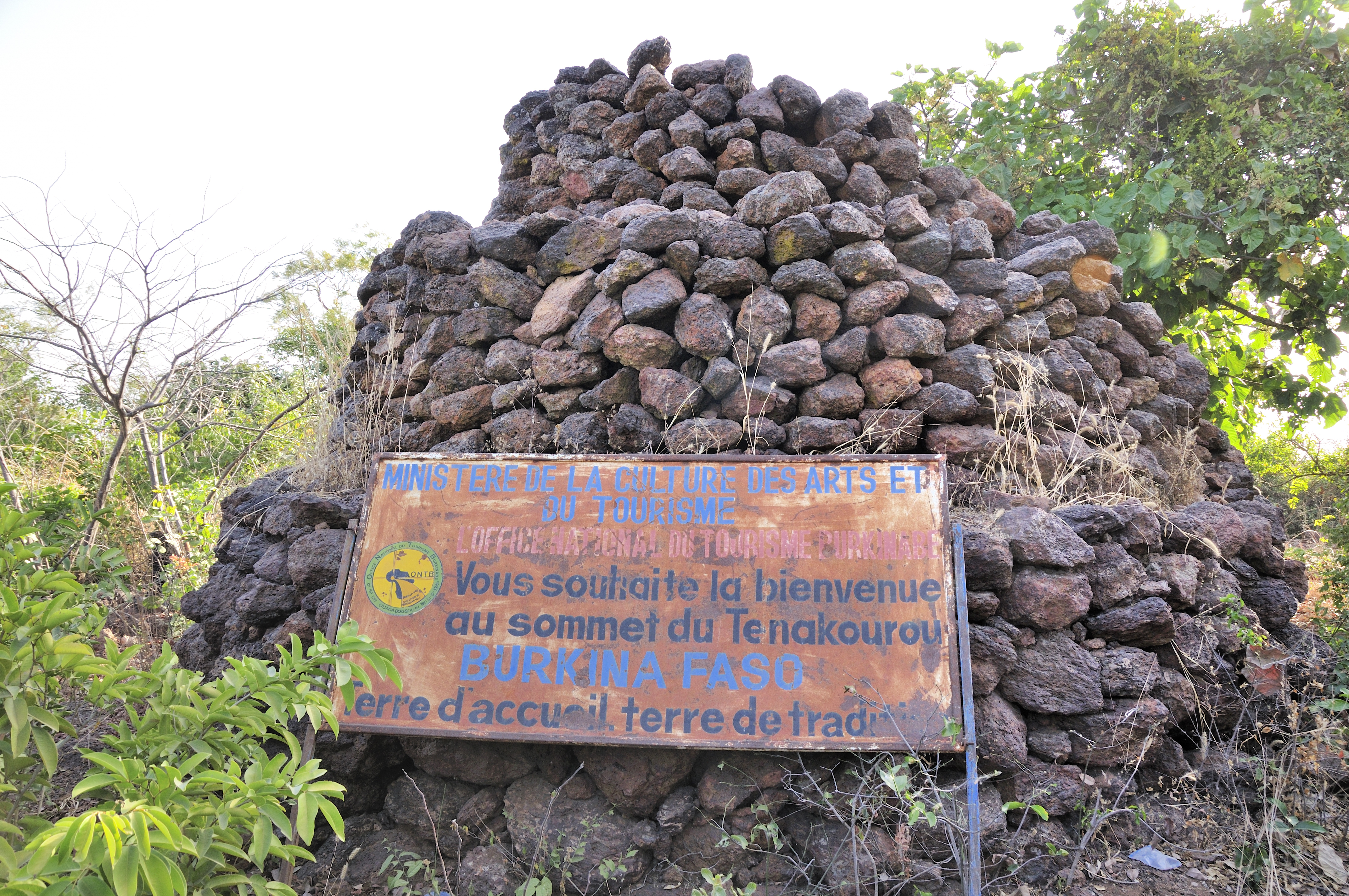
Panneau au sommet
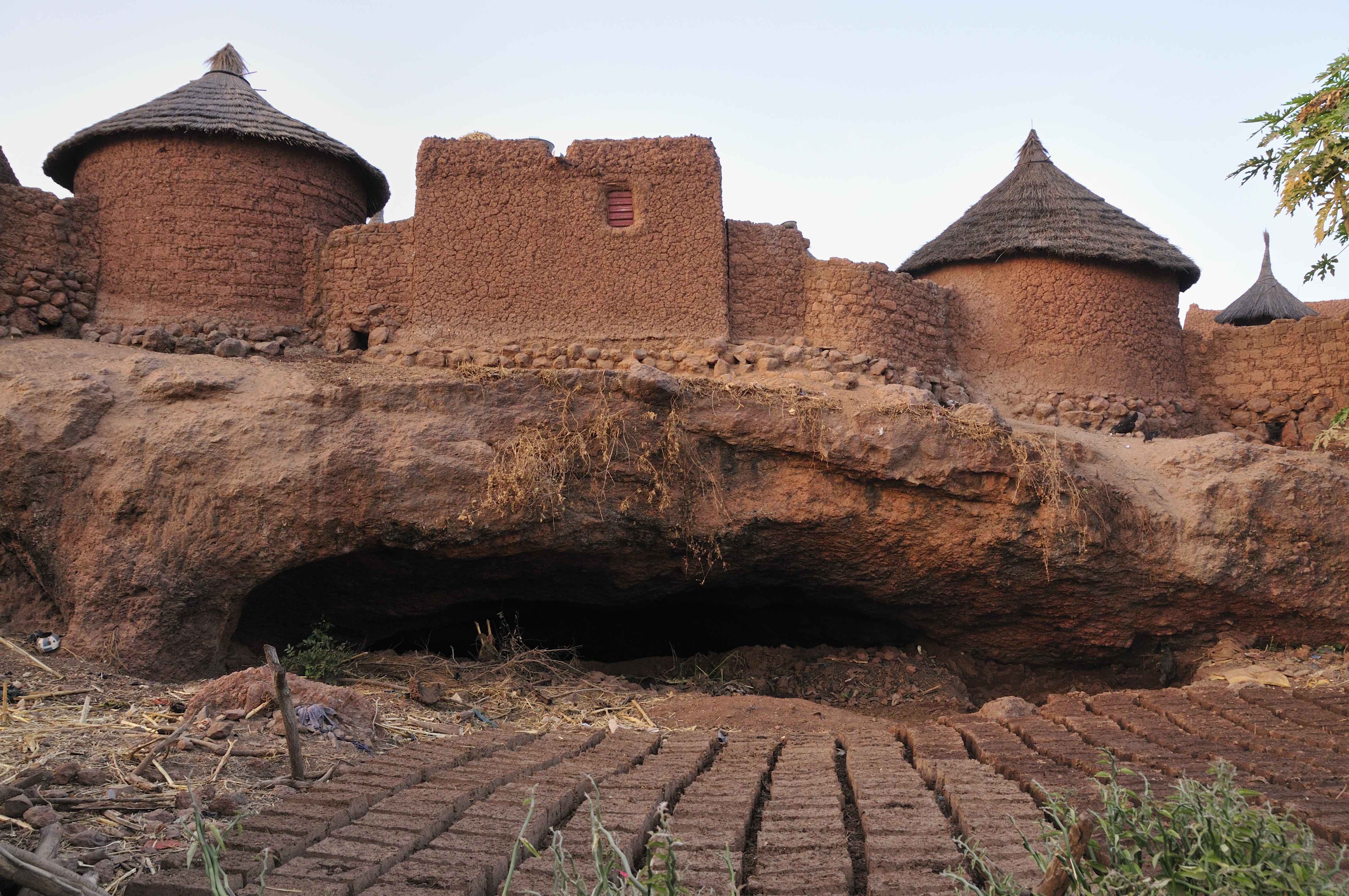
Village sur le flanc du mont